# Gakutensoku

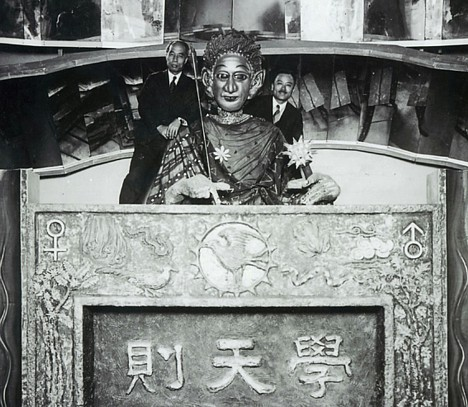
Fotografía del Gakutensoku original, junto a Makoto Nishimura (izquierda) y uno de sus asistentes, Bōji Nagao (derecha).

Gakutensoku (學天則?) es el primer robot humanoide construido en Oriente. Fue creado en Osaka en 1928 con motivo de la coronación imperial de Hirohito. Su nombre significa «el que estudia las leyes de la naturaleza», y representa la coexistencia de la humanidad con su entorno. El robot fue diseñado y fabricado por el biólogo Makoto Nishimura (1883-1956, padre del actor Kō Nishimura). Nishimura había sido profesor en la Universidad de Hokkaidō, estuvo dedicado al estudio de una clase de algas conocidas como "marimo" y fue asesor editorial del periódico Osaka Mainichi (actualmente, el diario Mainichi Shimbun). Aunque el androide original se perdió durante una gira, el Museo de Ciencias de Osaka expone desde 2008 una réplica basada en el primer diseño.

## Descripción
Gakutensoku podía cambiar su expresión facial y mover la cabeza y las manos mediante un mecanismo de presión de aire. Tenía una flecha de señalización con forma de bolígrafo en su mano derecha y una lámpara llamada Reikantō (靈感燈, «luz de inspiración») en su mano izquierda. Encima de Gakutensoku había un robot con forma de pájaro llamado Kokukyōchō (告曉鳥, «pájaro que informa del amanecer»). Cuando Kokukyōchō lloraba, los ojos de Gakutensoku se cerraban y su expresión se volvía pensativa. Cuando la lámpara brillaba, el gesto de Gakutensoku cambiaba y comenzaba a escribir palabras para simular sus pensamientos. Por otra parte, el rostro tiene rasgos diferenciados que simbolizan la diversidad racial.

## Historia

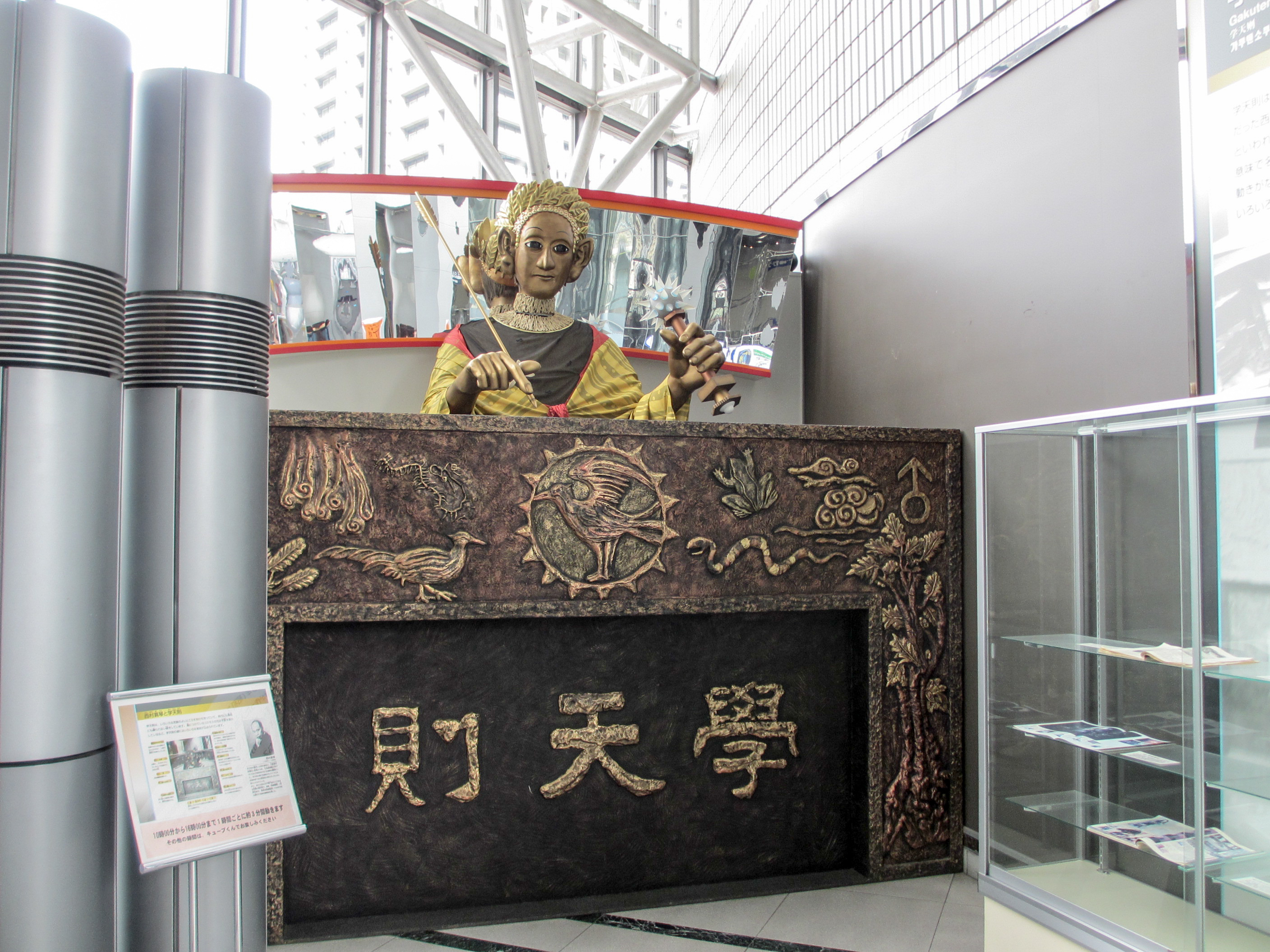
Réplica del autómata original

Nishimura, preocupado por la idea personal de que los robots sean vistos como esclavos de los humanos, sobre todo como se representa en la obra R.U.R., escrita por Karel Čapek, se propuso construir un tipo diferente de robot, o como él lo llamaba, un «humano artificial». El robot que quería construir «celebraría la naturaleza y la humanidad», y en lugar de ser un esclavo, sería un amigo, e incluso un modelo de inspiración, para las personas.
En 1926, Nishimura dimitió de la Universidad de Hokkaidō, se trasladó a Osaka y comenzó a construir su robot, con la ayuda de un pequeño equipo de asistentes, con los que ideó un busto de tres metros con piezas móviles en el rostro y en las articulaciones. Llamó a su robot Gakutensoku. Gakutensoku se exhibió por primera vez en septiembre de 1928 en Kioto para conmemorar la coronación imperial de Hirohito, y al año siguiente se expuso en Tokio, Osaka e Hiroshima, y más tarde también en Corea —en la Exhibición de Chosun— y China. Poco después, Gakutensoku desapareció durante una gira en Alemania en los años 30. No parece existir ningún registro que describa cómo y dónde exactamente desapareció Gakutensoku.

### Legado
El 19 de enero de 1995, el observatorio de Ōizumi descubrió un asteroide al que bautizó con el nombre del robot en honor a este mismo.
En 2008, con motivo del 80.º aniversario, el Museo de Ciencias de Osaka inauguró una reconstrucción en base al diseño original de Nishimura.

## En la cultura popular
Gakutensoku y su creador, Makoto Nishimura, aparecen en la novela Teito Monogatari de Hiroshi Aramata y en la posterior película basada en la novela. En el filme, el personaje de Makoto es interpretado por su hijo en la vida real, Kō Nishimura.
Por otra parte, un robot similar llamado Hisoutensoku es el protagonista del juego de lucha Touhou Hisoutensoku y está inspirado en el autómata real.